# ういんどみるPresents はぴねす!情報局
『ういんどみるPresents はぴねす!情報局』（ういんどみるプレゼンツ はぴねすじょうほうきょく）は、音泉より隔週で配信されていたインターネットラジオ番組。『はぴねす!』やういんどみる作品の情報を取り扱っている。
同じく音泉で配信されていた『はぴねす!瑞穂坂学園校内放送』の後継番組であるが、そちらはテレビアニメ版のプロモーションでありメディファクラジオでも配信されていたのと比べ、本番組は原作ゲームのメーカーのういんどみるがスポンサーとなっているというスタンスの違いがある。

## パーソナリティ
- 榊原ゆい（神坂 春姫役）
- 成瀬未亜（柊 杏璃役）

## 配信曜日など
- 放送期間：2007年4月6日〜2007年8月10日（隔週更新）

## ゲスト
| 配信回 | 配信日        | ゲスト出演 | 備考        |
| ------ | ------------- | ---------- | ----------- |
| 第3回  | 2007年5月4日  | 結本ミチル | 渡良瀬 準役 |
| 第8回  | 2007年7月13日 | 壱智村小真 | 式守 伊吹役 |
| 第9回  | 2007年7月27日 | ひと美     | 御薙 鈴莉役 |

| スタブアイコン | サブスタブ | この項目は、まだ閲覧者の調べものの参照としては役立たない、ラジオ番組に関連した書きかけの項目です。この項目を加筆・訂正などしてくださる協力者を求めています（P:ラジオ/PJ:放送番組）。 |